# Rudolf Geil
Rudolf Geil (* 18. Mai 1899 in Worms; † 11. Mai 1962 in Darmstadt; vollständiger Name: Karl Hermann Rudolf Geil) war ein deutscher Architekt und Hochschullehrer.

## Leben
Karl Hermann Rudolf Geil wurde im Mai 1899 als Sohn des Hauptlehrers Heinrich Geil und dessen Ehefrau Alma Sudhaus in Worms geboren. Nach dem Abitur studierte er ab 1917 Architektur und an der Technischen Hochschule Darmstadt. Er schloss das Studium im Mai 1923 mit dem akademischen Grad eines Diplom-Ingenieurs ab. Anschließend war er Assistent von Karl Roth an der Abteilung Architektur der Technischen Hochschule Darmstadt. Im Rahmen seines Referendariats war er beim Staatshochbauamt Mainz, Bezirk Worms und beim Staatshochbauamt Dortmund tätig. Nach dem bestandenen 2. Staatsexamen wurde er zum Regierungsbaumeister (Assessor in der öffentlichen Bauverwaltung) ernannt. Von 1928 bis 1940 war er leitender Architekt der Hessischen Heimstätte in Kassel.
Am 19. Juli 1940 wurde er ordentlicher Professor für Hochbaukonstruktionen an der Technischen Hochschule Darmstadt. Er trat damit die Nachfolge von Erich Mindner an, der im April 1939 verstorben war. Die Berufungskommission setzte Geil, der zum 1. Mai 1933 der NSDAP beigetreten war (Mitgliedsnummer 3.216.680) und von 1935 bis 1937 die Funktion eines Blockleiters ausübte, ganz bewusst auf den ersten Listenplatz, weil er ein Absolvent der Hochschule war. Die Begründung der Kommission lautete: „Der Gedanke, eine Tradition zu pflegen, liegt in den Richtlinien des Dritten Reiches und entspricht auch der Auffassung einiger anderer bedeutender Hochschulen“.
In seiner Darmstädter Zeit war Rudolf Geil von 1941 bis 1944 auch Mitglied des Nationalsozialistischen Deutschen Dozentenbundes (NSDDB) und gehörte neben Karl Lieser und Friedrich List zu den wichtigen Stützen des NS-Regimes an der Darmstädter Hochschule und war ein Vertrauter von Gauleiter Jakob Sprenger. Vom Reichsstatthalter und Gauleiter Jakob Sprenger wurde Geil mit Planungen für den Wiederaufbau der zerstörten Städte Offenbach am Main und Neu-Isenburg beauftragt. Von 1944 bis zur Schließung der Hochschule durch die US-Militärbehörde Ende März 1945 übte er das Amt des Dekans der Abteilung Architektur an der Technischen Hochschule Darmstadt aus. Geil hat im Gegensatz zu seinen Vorgänger kaum nennenswerte Bauwerke geschaffen.
Rudolf Geil wurde im August 1945 aus seinem Amt entlassen. In der Anklageschrift des öffentlichen Anklägers im Rahmen des Entnazifizierungsverfahrens wurde er als „Belasteter“ angeklagt. Von der Spruchkammer wurde er im November 1947 in erster Instanz lediglich als „Mitläufer“ eingestuft. Gegen diese Einstufung erhob das Ministerium für politisch Befreiung jedoch Einspruch und forderte eine Überprüfung des Verfahrens. Nachdem die Fakultät für Architektur im November 1948 Theo Pabst aus München auf den Lehrstuhl für Hochbaukonstruktion berufen hatte, und dieser die Professur Mitte 1949 antrat, war eine Rückkehr von Geil auf seine alte Stelle ausgeschlossen. Andere freie Professuren bestanden in der Architekturfakultät aber auch nicht. Um Geil eine Rückkehr an die Hochschule zu ermöglichen, erhielt er 1950 einen Lehrauftrag für Gestaltungsfragen bei Ingenieurbauten in der Fakultät für Bauingenieurwesen. Im Juni 1954 sollte er auf Vorschlag der Fakultät für Architektur zum außerordentlichen Professor für „Technischen Ausbau“ und „Baustoffkunde“ ernannt werden. Dies scheiterte jedoch am Widerstand des Senats. Auch weitere Initiativen der Fakultät waren zunächst nicht von Erfolg gekrönt. Erst 1958 erhielt Geil eine außerordentliche Professor für „Technischen Ausbau und Baustoffkunde“. Diese wurde zum 1. Mai 1962 in eine ordentliche Professur umgewandelt.
Rudolf Geil starb zehn Tage nach der Ernennung zum ordentlichen Professor im Alter von 62 Jahren. Er war seit 1926 mit Anne geb. Schumacher verheiratet. Die Familie wohnte seit den frühen 1950er Jahren in einem Haus im Haubachweg.